# 男性学
男性学（だんせいがく、en:Men's studies）とは、男性をジェンダー化された存在と捉え、男女間の問題や男性同士での権力関係など近代社会に発生する諸問題を男性性の視点から解明する学問分野である。男性性研究（だんせいせいけんきゅう、Masculinities studies）と呼ばれることもある。その特徴は、多賀太によれば、これまで「標準」とされていた男性を「ジェンダー化された存在」として捉えること、男性性の複数性へ注目していること、男性のあり方をめぐる権力関係や利害関係に意識的であること、があげられる。
なお、アンドロロジー（Andrology）は生物学的な観点から男性に注目した学問で、同じく「男性学」と呼ばれることもあるが正確には男性病学であり、これは女性における産婦人科学（Gynecology）に対応する。

## 研究史
表題に「男性学」を含む研究は1980年代半ばから現れ始めたが、多賀太によれば英語圏の男性性研究では、フェミニズムに対抗するために書かれた論文や、フェミニズム運動の被害者としての男性性といった論旨の研究が見られるという。
日本の大学の授業科目に男性学が登場したのは、男性の育児参加やドメスティックバイオレンスに関する議論を通じて男性性の議論が本格化した1990年代以降の事である。
上野千鶴子によれば男性学は「女性学を経由した男性の自己省察の学問」であり、フェミニズム、女性学に基板を置く新しい学問領域である。
日本では2000年代以降、ジェンダー研究は社会学の中心課題のひとつとなり、働き方や育児参加などの男性の経験に焦点を置いた男性性研究や、構築主義の技法に基づいて男性性の成り立ちを解明する研究などが行われている。

## 代表的な研究者・著述家と関連著作
以下は代表的な研究者・著述家のごく一部である。
- レイウィン・コンネル(en:Raewyn Connell)-『ジェンダーの社会理論』で男性間のヘゲモニーのパターンを男性性の視座で分析し社会理論化したオーストラリアの社会学者[1]。
- 伊藤公雄
- 内田雅克 −『大日本帝国の「少年」と「男性性」』で、近代日本における男性のウィークネス・フォビア(弱であることへの嫌悪と弱であると見られまいとする強迫観念)の概念を提出したジェンダー史研究者。
- 熊田一雄
- 田中俊之
- 多賀太
- 渡辺恒夫 (心理学者)-編著『男性学の挑戦―Yの悲劇？』（1989）は、日本の学術書で初めてタイトルに「男性学」を冠した[5]。